# 莉莉斯·洛夫

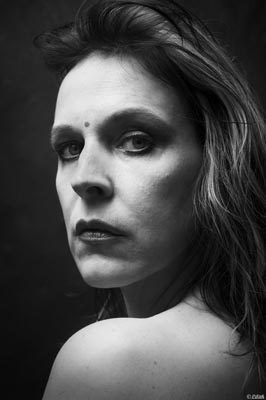
自拍照2011

莉莉斯·洛夫 （英语：Lilith Love，1964年9月9日—）原名亨利亚特·约翰娜·伊格纳特·玛丽亚·范哈斯特林（荷兰语：Henriëtte Johanna Ignatia Maria van Gasteren），出生于荷兰林堡省塞弗纳姆市，荷兰摄影师、艺术家，个人特色是富有争议性的自拍摄影。作品的常见题材为：身份政治，女性气质，女性形象，性别转换，自由平等。

## 早期的生活
莉莉斯是荷兰一个四口之家中最小的孩子。父亲是邮递员和荷兰传统木鞋鞋匠。她童年喜欢写作，绘画和烹饪。莉莉斯就读于奈梅亨的Schoevers学院，此后于1983年至2000年在那里担任执行秘书。

## 从作者到摄影师
从2005年起，洛夫重新开始写作。 她关于烹饪的情欲故事《小牛肉意式切面陪白波特酒和芝士软酱》（荷兰语：Kalfsbraadstuk op tagliatelle met een zachte saus van witte port en kaas  ）收录在2005 年芬雷（Venray）散文和诗歌作品集《神秘的玫瑰 （页面存档备份，存于）》（荷兰语：Raadselige Roos）。
开始洛夫只是为自己写作的博客故事搭配自拍照。最初用摄像头，之后换成了小型相机。 从2006年起，这些图片渐渐的替代了文字故事，用照片讲述生活。摄影器材也变成了单镜反光相机、三脚架和遥控器。

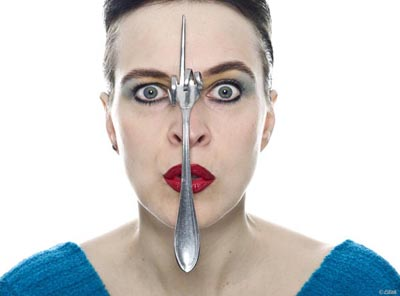
2009年：让叉子来说话

## 争议
洛夫的作品多次引发争议。 她的作品在德国的门兴格拉德巴赫的Euregio-Haus 展览，以及在荷兰Kerkrade的 Rolduc会展中心（前神学院）两次遭到下架。这一事件也引发荷Sp!ts报报道了她的自拍作品“原谅我，神父，因为……”（我曾经是个教徒系列）。
2012年，她与泰德·诺顿（Ted Noten），查尔斯·艾科（Charles Eyck）和雷·莫林（Lei Molin）等成为在海牙Pulchri工作室展出的林堡省十个艺术家。同年，她的作品在美国纽约布鲁克林大桥公园的Photoville展出：女人的奇迹和FotoFestival Naarden。

## 纪实摄影
在2012年，洛夫拍摄了纪实摄影项目“房子不是家”，这是以陌生人的房间作为背景的一系列自拍照。 同年她拍摄了另一个纪实摄影项目：“莉丝雅 ——我的烦恼”（英文：Risja, a story by Lilith - This is bugging me）。莉丝雅·斯蒂亨斯（Risja Steeghs）是一个和洛夫来自同一个村子的女孩，她患有严重的莱姆症。 荷兰鲁尔蒙德的林堡艺术之家（Huis voor de Kunsten Limburg）资助了这个项目的巡回展览和同名影集的出版。 影集销售的收益赠予一个支持莱姆病研究的基金会——“我身上的蜱”（TeekOnMe）。

## 私人生活
伴侣：Henk Temming。

## 书籍
- 2012年： 莉丝雅 ——我的烦恼，Risja, a story by Lilith - This is bugging me ISBN 978-90-819714-0-9
- 2013年： 房子不是家，A house is not a home ISBN 978-90-819714-1-6
- 2015年： 妓女和麦当娜（保罗·斯特克的十四行诗），Over hoeren & madonna’s (met sonnetten van Paul Sterk）ISBN 978-90-6216-963-4
- 2016年： 裸泳 ，Skinny dipping ISBN 978-90-819714-2-3

## 展览博物馆
- 布梅尔·范丹博物馆（英语：Museum van Bommel van Dam），荷兰芬洛
- Ikob现代艺术博物馆 （页面存档备份，存于），Museum voor moderne kunst Ikob （页面存档备份，存于），比利时奥伊彭
- 林堡博物馆，荷兰芬洛
- 雅各布·范霍恩市立博物馆 （页面存档备份，存于）, Gemeentemuseum Jacob van Horne （页面存档备份，存于），荷兰维尔特
- 科达博物馆，CODA museum （页面存档备份，存于），荷兰阿珀尔多伦